# Modoc County
Modoc County är ett county i delstaten Kalifornien, USA. År 2010 hade countyt 9 686 invånare. Den administrativa huvudorten (county seat) är Alturas.
Del av Lava Beds nationalmonument ligger i countyt.

## Geografi
Enligt United States Census Bureau har countyt en total area på 10 885 km². 10 215 km² av den arean är land och 672 km² är vatten.

### Angränsande countyn
- Lassen County, Kalifornien - syd
- Shasta County, Kalifornien - sydväst
- Siskiyou County, Kalifornien - väst
- Klamath County, Oregon - nord
- Lake County, Oregon - nord
- Washoe County, Nevada - öst